# Гуаданьи, Джованни Антонио
Джованни Антонио Гуаданьи (итал. Giovanni Antonio Guadagni; 14 сентября 1674, Флоренция, Великое герцогство Тосканское — 15 января 1759, Рим, Папская область) — итальянский куриальный кардинал, доктор обоих прав и кармелит. Епископ Ареццо с 20 декабря 1724 по 4 ноября 1732. Генеральный викарий Рима с 1 марта 1732 по 15 января 1759. Префект Священных Конгрегаций дисциплины монашествующих и резиденций епископов с января 1737 по 15 января 1759. Камерленго Священной Коллегии кардиналов с 28 января 1743 по 3 февраля 1744. Вице-декан Священной Коллегии кардиналов с 12 января 1756 по 15 января 1759. Кардинал-священник с 24 сентября 1731, с титулом церкви Санти-Сильвестро-э-Мартино-ай-Монти с 17 декабря 1731 по 23 февраля 1750. Кардинал-епископ Фраскати с 23 февраля 1750 по 12 января 1756. Кардинал-епископ Порто и Санта-Руфина с 12 января 1756.